# Czym chata bogata!
Czym chata bogata! (fr. À bras ouverts) – belgijsko-francuska komedia filmowa z 2017 roku w reżyserii Philippe’a de Chauverona. Zdjęcia kręcono w Paryżu, Garches (departament Hauts-de-Seine), Croissy-sur-Seine (Yvelines), Brukseli i Rumunii.

## Fabuła
Jean-Etienne Fougerole, bogaty pisarz – celebryta podczas telewizyjnego programu, promując swoją nową książkę „Czym chata bogata”, nieopatrznie zaprasza pod swój dach romską rodzinę.

## Obsada
- Christian Clavier – Jean-Étienne Fougerole
- Ary Abittan – Babik
- Elsa Zylberstein – Daphné Fougerole
- Cyril Lecomte – Erwan Berruto
- Nanou Garcia – Isabelle Cheroy
- Oscar Berthe – Lionel Fougerole, fils de Jean-Étienne
- Marc Arnaud – Clément Barzach
- Sofiia Manousha – Fidélia Martinez
- Nikita Dragomir – Lulughia[2]